# HMS Glasgow (1861)
HMS Glasgow — британский деревянный парусно-винтовой фрегат типа Immortalité. Пятый корабль Королевского флота Великобритании, носивший это название.

## Строительство
Спущен на воду на королевской верфи в Портсмуте 28 марта 1861 года. Корабль был построен несмотря на то, что к тому времени парусные корабли уже устарели — им на смену пришли первые броненосцы. Glasgow стал одним из последних деревянных парусных кораблей, построенных для Королевского флота.

## Служба
В качестве флагманского корабля фрегат совершил единственный поход в Ост-Индию, длившийся с 1871 года по 1875 год.
С 24 марта 1871 года, и вплоть до вывода из состава флота кораблём командовал капитан Теодор Мортон Джонс (англ. Theodore Morton Jones). В походе фрегат служил флагманским кораблём сначала контр-адмиралу Джеймсу Кокбёрну (англ. James Cockburn), а после смерти его — Артуру Каммингу (англ. Arthur Cumming).
Во время захода в 1873 году в Занзибар корабль так понравился султану Баргаш ибн Саиду, что тот взял его за образец для собственной яхты.
HMS Glasgow был исключён из списков флота 20 июля 1875 года. Продан в 1884 году.